# Бій під Фараоні
Бій під Фараоні — відбувся 24 червня 1653 року в ході Сучавської кампанії. Військо господаря Молдови Васіле Лупу було розбите прихильниками претендента Георгія Штефана.
|  | Довідавшися, що після його утечі з-під Тарговишта Стефан з мунтянським і угорським військом війшов до Молдавії і простує на Яси, Лупул вирушив против нього з значно більшими силами, і вислав наперед частину свого війська під проводом свого братанича Стефаниці. Передовий полк Стефана стояв під Баковим, і зайнявши неприступну позицію, погромив се передове військо Лупула, набране здебільшого з бесарабських селян. |

Після битви під Финтою Тимош Хмельницький і молдовський господар Васіле Лупу на чолі решток армії втекли до Ясс, тоді як претендент на молдовський престол Георгій Штефан вступив із волоськими військами, до яких прилучилися його молдовські прихильники, у Молдавське князівство. Лупул вислав назустріч війську Штефана міське ополчення з Оргієва та набраних до війська селян під командою свого племінника Штефаніці та бояр із роду Хинкул.
24 червня 1653 в районі села Фараоні, урочище Суха Долина (Валя Саке) коло містечка Бакеу дійшло до сутички, в якій загін Штефана (400 сейменів, посланих Штефану господарем Волощини Матвієм Басарабом, та невідома кількість найманої та молдовської кінноти, разом по чисельності приблизно рівна війську Лупу) подолав супротивника. Кіннота Штефана атакувала оргіївське ополчення, коли те пробувало перейти яр. Військо Лупу кинулося навтьоки до Бакеу на чолі зі своїм проводом. Пійманим бранцям відтинано носи і вуха, або їх карали на горло − висувається припущення щодо такої жорстокості- що мобілізовані Лупу селяни походили з сіл, де за два місяці до бою було вбито одного із полководців Штефана, сердара (гетьмана) Моряну.